# Liste jüdischer Künstler in Breslau
Die Liste jüdischer Künstler in Breslau listet jüdische Künstler in Breslau auf, die dort seit der Biedermeierzeit bis zur Machtergreifung der Nationalsozialisten tätig waren:
- Heinrich Tischler (* 25. Mai 1892 in Cosel; † 1938 in Breslau)[1]
- Siegfried Laboschin (* 23. Mai 1868 in Gnesen; † 1929 in Breslau)[1]
- Alfred Graetzer (1875–1911)[1]
- Eugen Spiro (1874–1972)[1]
- Clara Sachs (1862–1921)[1]
- Julius Muhr (1819–1865)[1]
- Hermann Biow (1804–1850)
- Raphael Biow (1773–1836)
- Carl Daniel Friedrich Bach (1756–1829)[1]
- Familie Henschel[2]
  - Friedrich Henschel (1774–1836)[2]
  - August Henschel (1783–1828)[2]
  - Wilhelm Henschel (1785–1865)[2]
  - Moritz Henschel (1787–1862)[2]

## Bilder

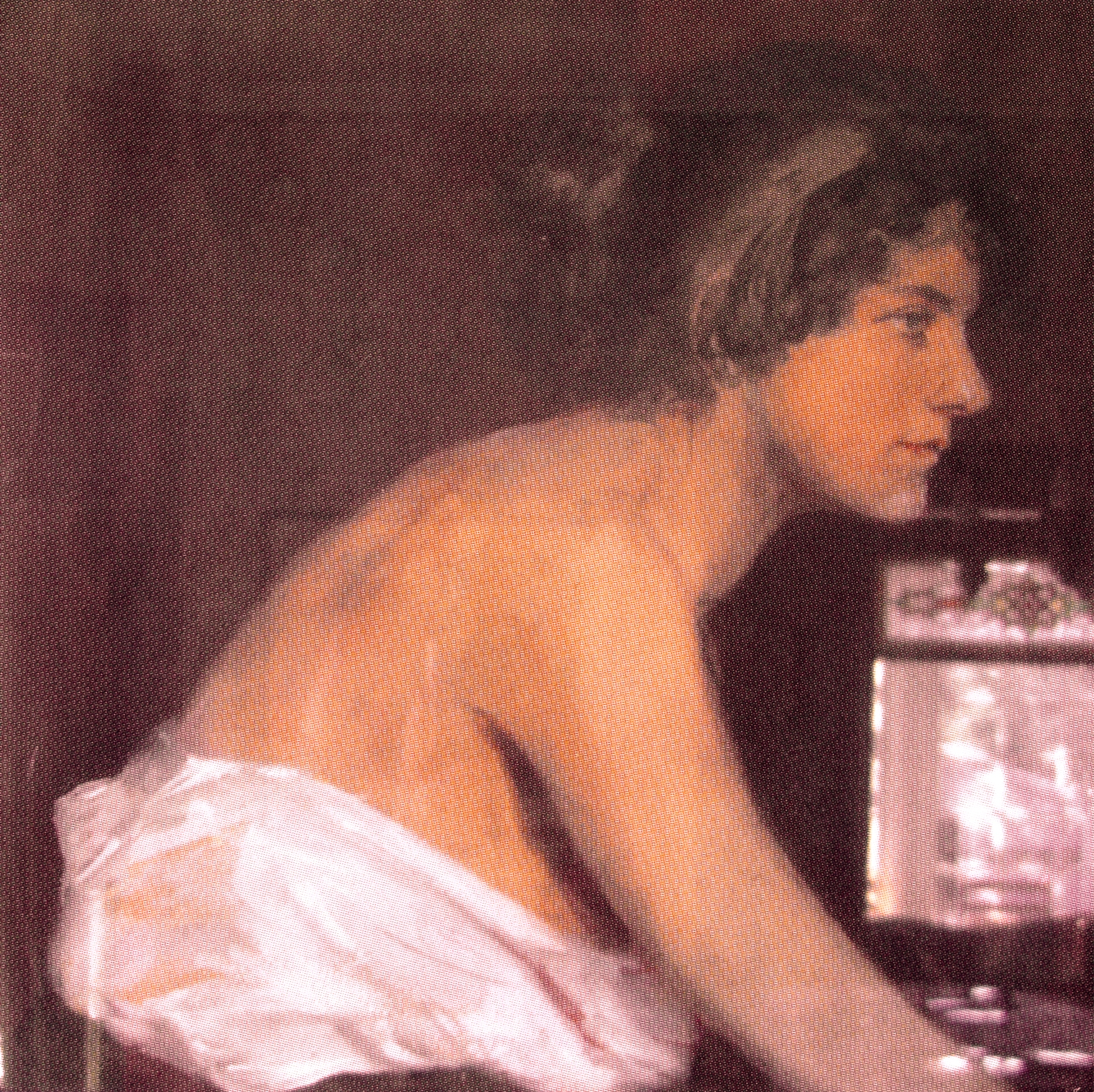
Porträt der Clara Immerwahr (Clara Sachs)
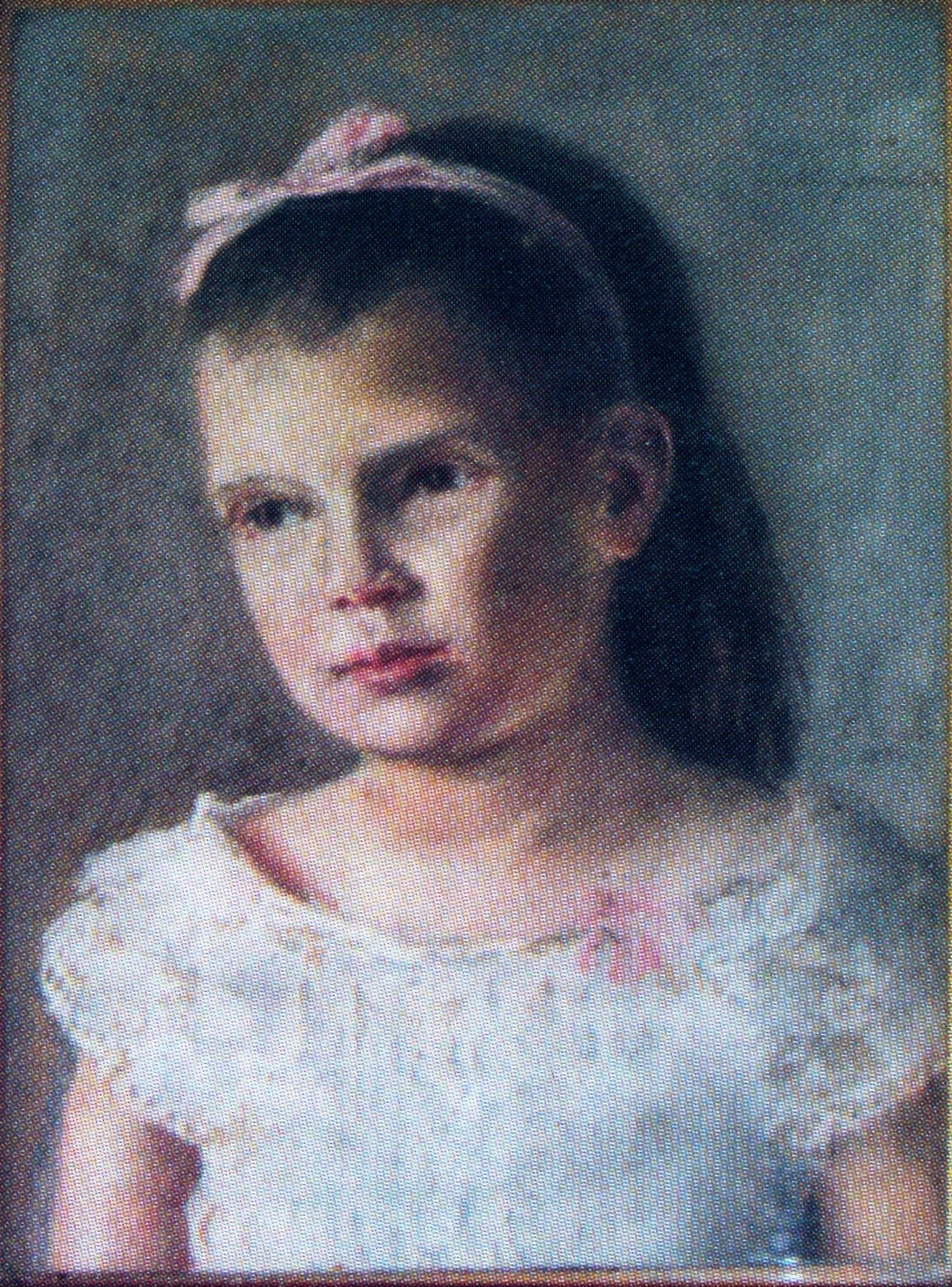
Porträt des Mädchens Gertrud (Clara Sachs)
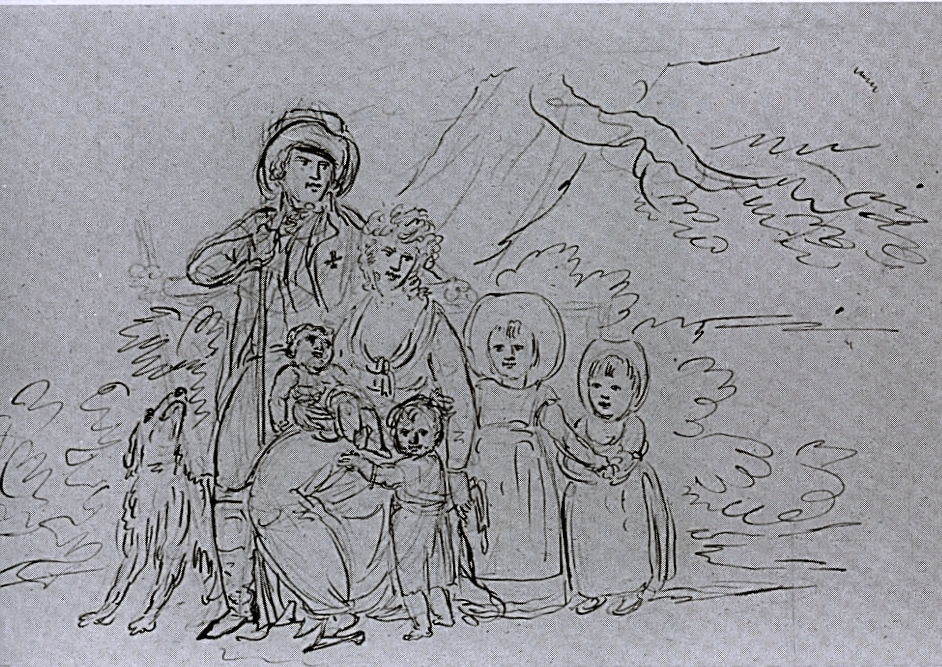
Selbstporträt mit Familie (Carl Daniel Friedrich Bach)
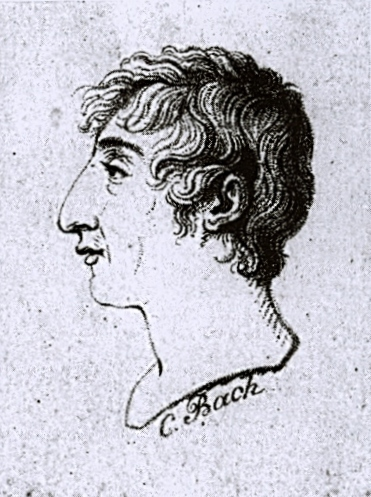
Selbstporträt (Carl Daniel Friedrich Bach)
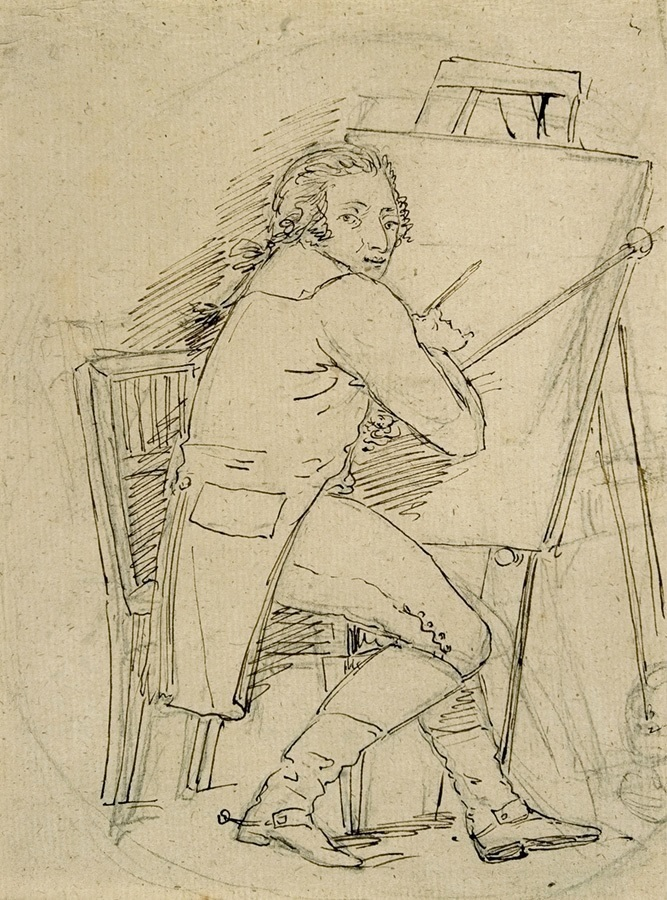
Selbstporträt (Carl Daniel Friedrich Bach)
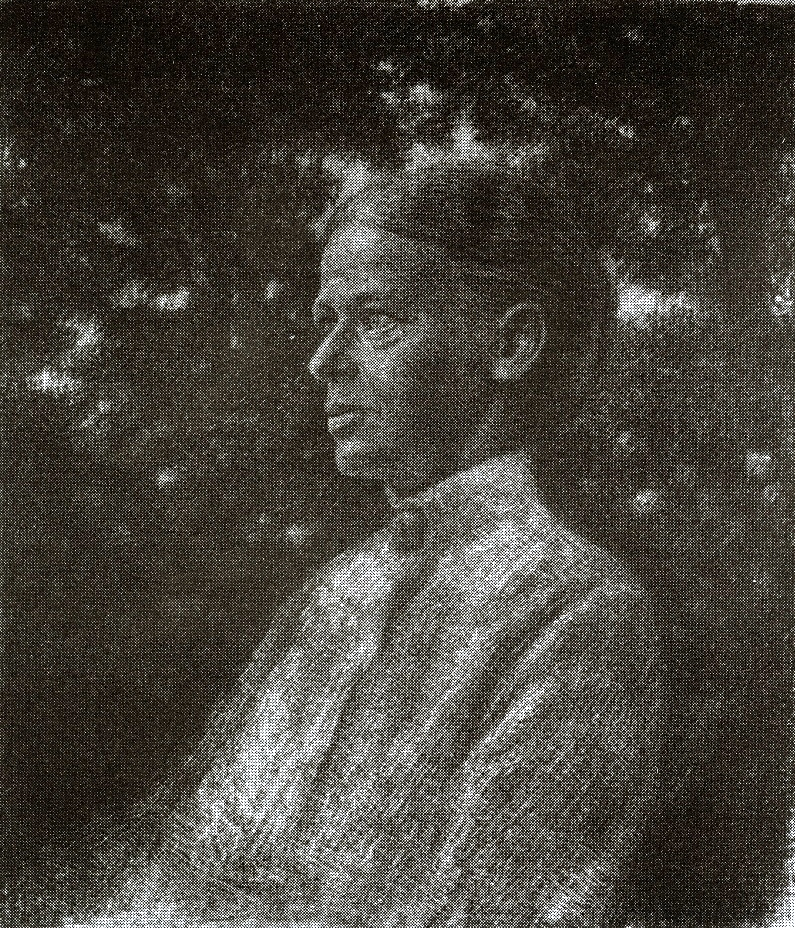
Porträt der Toni Neisser (Alfred Graetzer)
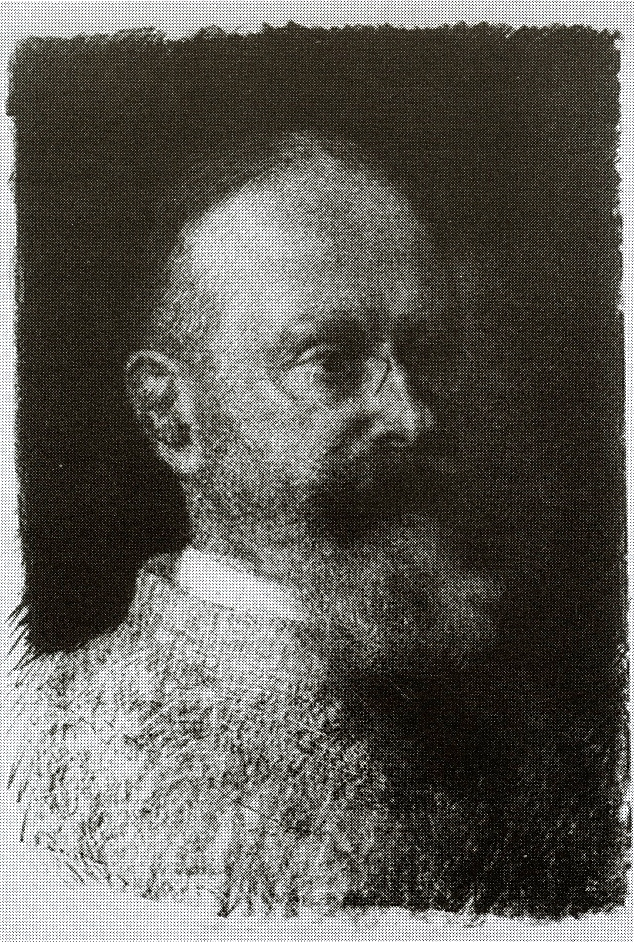
Porträt des Albert Neisser (Alfred Graetzer)
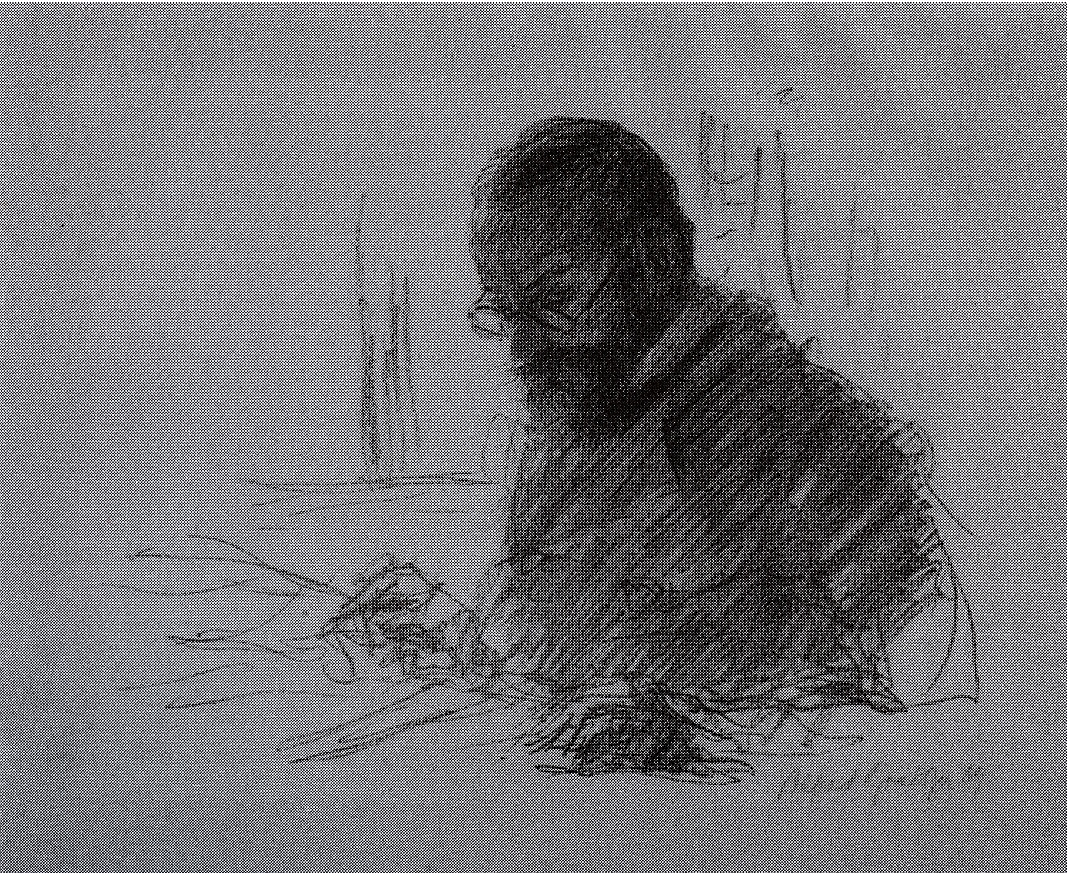
Porträt des Albert Neisser (Alfred Graetzer)
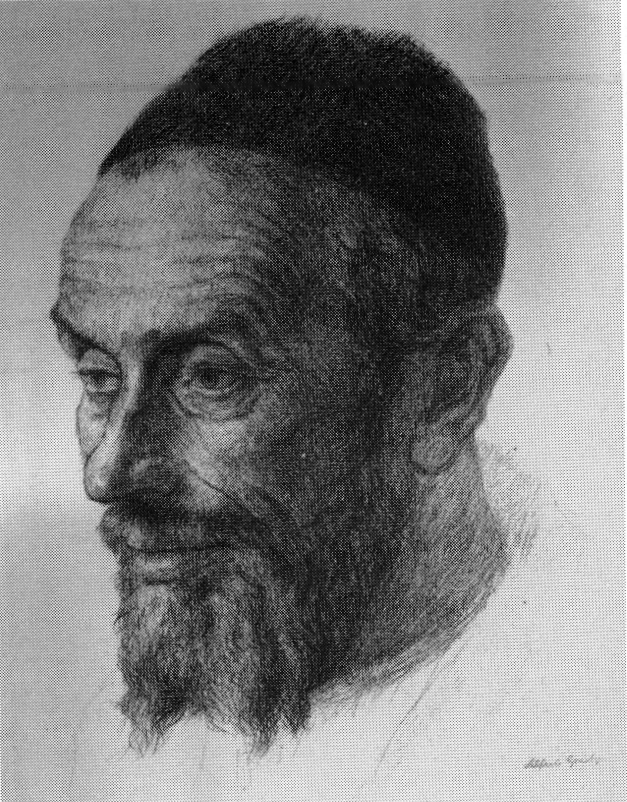
Judenkopf/Głowa Żyda (Alfred Graetzer)
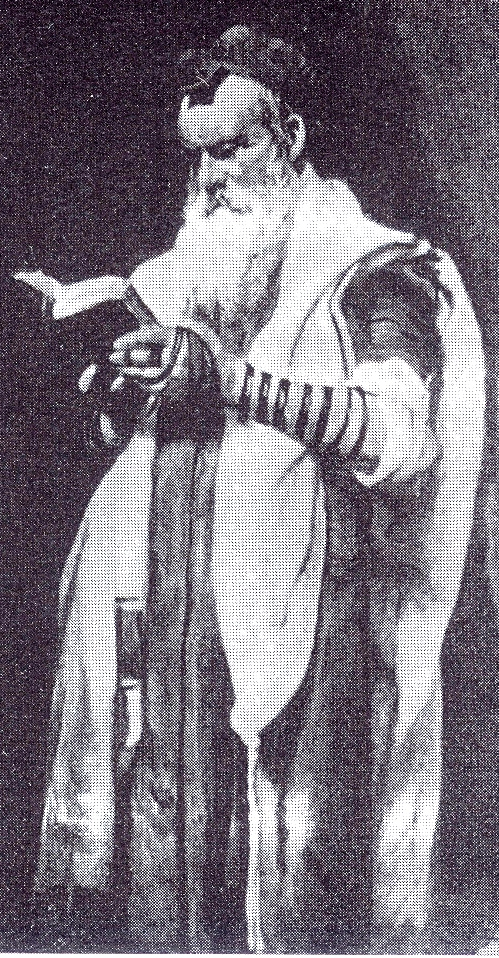
Schachris (Siegfried Laboschin)
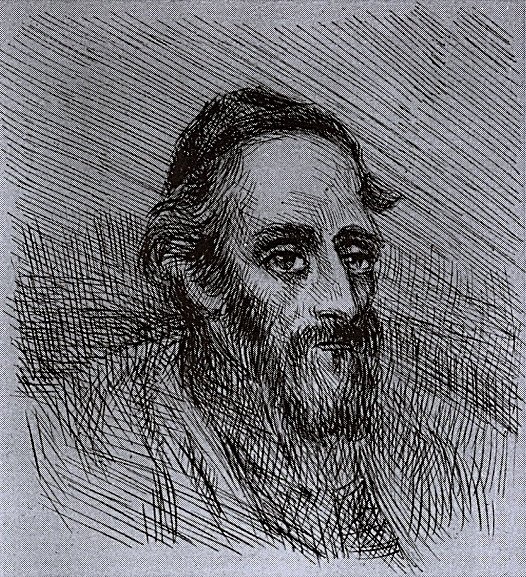
Porträt des Abraham Salomon Ticktin (August Henschel)
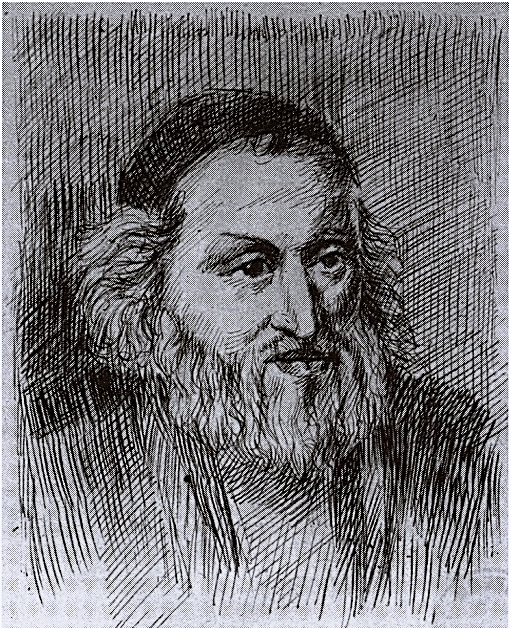
Porträt des Rabbi Abraham Ticktin, Oberlandesrabbiner in Breslau (August Henschel)
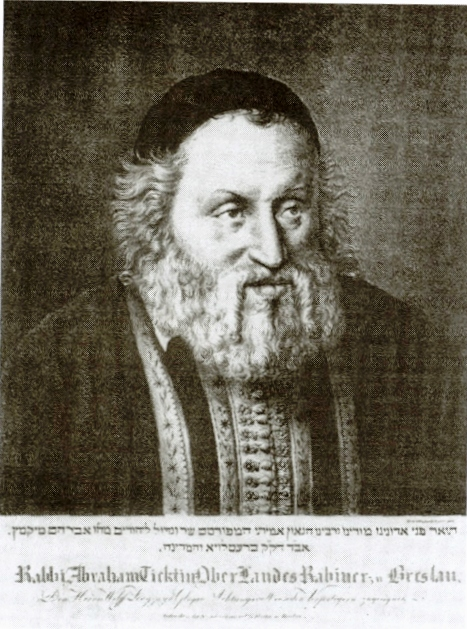
Porträt des Rabbi Abraham Ticktin, Oberlandesrabbiner in Breslau (August Henschel)
Porträt des Rabbi Abraham Ticktin, Oberlandesrabbiner in Breslau (August Henschel)